# Dovrefjell
Dovrefjell, även Dovre, är en norsk bergskedja med högsta punkten Snøhetta, 2 286 meter över havet. Över Dovres fjällvidder går järnvägslinjen Dovrebanan från Oslo till Trondheim, liksom Europaväg 6 mellan Trelleborg och Kirkenes. Stationssamhället och turistcentret Dombås är beläget vid E6 på södra sidan av fjället.
2002 utvidgades Dovrefjells nationalpark betydligt vid bildandet av Dovrefjell-Sunndalsfjella nationalpark. Området skyddas för att bevara naturen och det rika växt- och djurlivet. Den västra delen präglas av branta berg med Snøhetta som högsta punkt. I öster är berggrunden kalkrik, och här finns Nordeuropas rikaste växtberg med ovanliga arter som norsk malört och dovrevallmo. Myskoxen är också ett av Dovrefjells kännetecken, och det finns även ren. Det förekommer omfattande brytning av skiffer, och en guldgruva fanns till slutet av 1700-talet.